# Büri Böqö
Büri Böqö (v.1145 - 1197), était un aristocrate mongols, petit-fils de Khaboul Khan.

## Biographie
Temujin et ses parents ont organisé un banquet. Temujin était dirigé par Belgutai, qui tenait le hongre de Temujin. Quant à la mendicité du maître, Buli Bokuo a organisé le banquet. À l'endroit où Temujin attachait son cheval, un homme Hedajin qui avait volé les rênes a été attrapé. Ne protégez pas cette personne. Lorsque Belgutai se battait avec d'autres, il a enlevé sa manche droite et a exposé son épaule. Buli Bokuo lui a coupé l'épaule avec un couteau. Bien que Belgutai ait été blessé, il a conseillé à Temujin de ne pas semer la discorde entre les frères. Temujin a refusé d'écouter et a commencé à se battre avec son maître, le clan Qi. Plus tard, Temujin captura son cousin Sacha Beqi, et le tua.
Un jour, Temujin a demandé à Buri boqo et Belgutai de faire un match de lutte. Il s'est avéré que Bulibokuo avait attrapé Belgutai d'une main et l'avait fait trébucher d'un pied, le réprimant pour qu'il ne puisse plus bouger. Maintenant, Buri boqo est tombé volontairement. Belgutai ne pouvait pas le retenir, alors il a attrapé ses épaules et est monté sur ses hanches. Belgudei regarda Temujin. Temujin se mordit la lèvre inférieure. Belgudei comprit, alors il s'assit sur lui, lui étrangla le cou avec les deux mains et pressa son dos avec ses genoux. La force lui brisa la colonne vertébrale vers l'arrière. La colonne vertébrale de Buri Boqo était cassée et il a déclaré : "Je n'aurais pas perdu contre Belgutai. C'est juste parce que j'avais peur de transpirer que je suis délibérément tombé et j'ai perdu la vie en hésitant. " Puis il est mort.